# 29772 Portocarrero
29772 Portocarrero è un asteroide della fascia principale. Scoperto nel 1999, presenta un'orbita caratterizzata da un semiasse maggiore pari a 2,7413864 UA e da un'eccentricità di 0,0303126, inclinata di 3,97937° rispetto all'eclittica.